# Kapatagan (Lanao del Sur)
Kapatagan è una municipalità di quinta classe delle Filippine, situata nella Provincia di Lanao del Sur, nella Regione Autonoma nel Mindanao Musulmano.
Kapatagan è formata da 15 baranggay:
- Bakikis
- Barao
- Bongabong
- Daguan
- Inudaran
- Kabaniakawan
- Kapatagan
- Lusain
- Matimos
- Minimao
- Pinantao
- Salaman
- Sigayan
- Tabuan
- Upper Igabay